# Oskar Rywkin
Oskar Lwowicz Rywkin (ros. Оскар Львович Рывкин, ur. 4 stycznia 1899 w Petersburgu, zm. 7 sierpnia 1937) – radziecki działacz partyjny i komsomolski.

## Życiorys
Od marca 1917 działał w SDPRR(b), od kwietnia 1918 był sekretarzem Piotrogrodzkiego Komitetu Socjalistycznego Związku Młodzieży Robotniczej, członkiem Biura Organizacyjnego tego związku. Od grudnia 1917 do kwietnia 1917 członek Czerwonej Gwardii, od 22 października 1918 do 1919 zastępca przewodniczącego KC Komsomołu, od 4 listopada 1918 do 1924 członek KC Komsomołu, od lipca 1919 do kwietnia 1920 przewodniczący Prezydium/Biura KC Komsomołu, od kwietnia 1920 do września 1921 I sekretarz KC Komsomołu. Od września 1921 do 1924 słuchacz kursów marksizmu przy Komunistycznym Uniwersytecie im. Swierdłowa, 1924-1925 kierownik Wydziału Agitacyjno-Propagandowego Komitetu Miejskiego RKP(b) w Wyksie, od 1925 sekretarz odpowiedzialny Komitetu Miejskiego RKP(b) w Wyksie, potem do 1928 zastępca kierownika Wydziału Agitacyjno-Propagandowego Komitetu Gubernialnego WKP(b) w Niżnym Nowogrodzie. Od 19 grudnia 1927 do 26 stycznia 1934 członek Centralnej Komisji Kontrolnej WKP(b), 1929-1934 studiował w Instytucie Czerwonej Profesury, 1928-1929 kierownik grupy budownictwa radzieckiego Centralnej Komisji Kontrolnej WKP(b), 1929 pracował w Ludowym Komisariacie Inspekcji Robotniczo-Chłopskiej ZSRR, 1934-1937 był I sekretarzem Komitetu Miejskiego WKP(b) w Krasnodarze.
W styczniu 1937 został aresztowany, następnie skazany na śmierć i rozstrzelany.